# Chthonius ischnocheles stammeri
Chthonius ischnocheles stammeri es una subespecie de arácnido  del orden Pseudoscorpionida de la familia Chthoniidae.

## Distribución geográfica
Se encuentra en Italia.